# 이영아 (배우)
이영아(李英兒, 1984년 10월 23일 ~ )는 대한민국의 배우이다.

## 학력
- 경북예술고등학교 (졸업)
- 한양대학교  무용예술학과(중퇴)

## 작품 목록

### 드라마
- 2004년 SBS 주말극장 《토지》 - 이상의 역
- 2005년 SBS 금요드라마 《사랑한다 웬수야》 - 미향 역
- 2005년 KBS 2TV 수목드라마 《황금사과》 - 어린 김경숙 역(박솔미 아역)
- 2006년 MBC 일일연속극 《사랑은 아무도 못말려》 - 서은민 역
- 2007년 SBS 주말극장 《황금신부》 - 누엔 진주 역
- 2008년 SBS 수목드라마 《일지매》 - 봉순 역
- 2009년 KBS 2TV 대하드라마 《천추태후》 - 대목왕후 역(특별 출연)
- 2010년 KBS 2TV 수목드라마 《제빵왕 김탁구》 - 양미순 역
- 2011년 OCN 일요드라마 《뱀파이어 검사》 - 유정인 역
- 2012년 KBS 1TV 대하드라마 《대왕의 꿈》 - 승만왕후 역
- 2012년 OCN 일요드라마 《뱀파이어 검사 2》 - 유정인 역
- 2013년 E채널 토요드라마 《실업급여 로맨스》 - 임승희 역
- 2014년 KBS 2TV 단막극 《KBS 드라마 스페셜 - 보미의 방》 - 공언주 역
- 2014년 SBS 일일드라마 《달려라 장미》 - 백장미 역
- 2015년 OCN 일요드라마 《귀신 보는 형사 처용 2》 - 김유리 역(우정 출연)
- 2018년 KBS 2TV 일일드라마 《끝까지 사랑》 - 한가영 역
- 2019년 OCN 수목드라마 《빙의》 - 스테파니 역(특별 출연)

### 영화
- 2007년 《두 얼굴의 여친》 - 글래머걸 역(우정 출연)
- 2007년 《캬라멜》 - 강순 역
- 2009년 《귀신 이야기》 - 설아
- 2011년 《쥴리의 육지 대모험》 - 쥴리 역(목소리 출연)
- 2012년 《수목장》 - 청아 역
- 2015년 《설해》 - 선미 역
- 2018년 《엄마의 공책》 - 혜원 역
- 2021년 《천사는 바이러스》 - 천지 역

## 방송 출연

### 교양
- 2013년 TvN 《쿨까당》(곽승준, 남궁연과 공동 진행)

### 예능
- 2003년 MBC 《강호동의 천생연분》
- 2006년 MBC 《느낌표》 - 산넘고 물건너
- 2010년 SBS 《달고나》진행
- 2011년 TvN 《코미디빅리그》(시즌 1 - 이수근과 공동 진행, 시즌 2 - 신영일과 공동 진행)
- 2012년 SBS 《블라인드 러브쿡》
- 2014년 MBC 《7인의 식객》
- 2025년 SBS 《골 때리는 그녀들》 fc액셔니스타 선수

## 뮤직 비디오
- 2006년 이루 - 〈까만 안경〉
- 2009년 신혜성 - 〈왜 전화했어...〉
- 2010년 가비엔제이 - 〈해바라기〉

## 음반

### 비정규
- 2010년 제빵왕 김탁구 OST Part.7
  - 〈사랑이야〉
  - 〈사랑이야 (MR)〉
- 2018년 끝까지 사랑 OST Part 30
  - 〈여린 여자〉
  - 〈여린 여자 (Inst.)〉

## 광고
- 2004년 KTF
- 2004년 KFC
- 2004년 삼성에버랜드
- 2004년 네오위즈 피망 아쿠아
- 2004년 롯데리아
- 2006년 두산주류 처음처럼
- 2006년 롯데칠성음료 지리산 생녹차
- 2006년 G마켓
- 2006년 테크노마트
- 2006년 팔도 팔도 비빔면 - 느끼해서 미칠땐
- 2006년 만사통상 UFT 허브생리대 - 오늘은 그녀의 허브데이
- 2006년 빙그레 요플레 스위벨 - 그녀의 스위벨 스타일
- 2006년 빙그레 빙그레 바나나맛우유
- 2006년 롯데칠성음료 하이 콜라겐 - 그녀들의 바른 생활 음료
- 2006년 롯데칠성음료 하이 콜라겐 - 바른 생활 음료
- 2007년 신원 비키

## 기타 활동

### 홍보대사
- 2004년 네오위즈 피망 아쿠아걸
- 2006년 대한적십자사 헌혈홍보대사
- 2007년 제8회 전주국제영화제 홍보대사
- 2010~2015년 바둑 홍보대사

- 2010년 충청북도 명예홍보대사
- 2012년 대한적십자사 헌혈홍보대사

## 수상
- 2006년 동아TV 패션 뷰티상 루키 오브 더 이어 상
- 2006년 제42회 백상예술대상 방송부문 여자 신인연기상
- 2006년 MBC 연기대상 연속극부문 특별상(사랑은 아무도 못말려)
- 2007년 SBS 연기대상 10대 스타상(황금신부)
- 2008년 제35회 한국방송대상 신인탤런트상
- 2010년 보건복지부 장관 표창상
- 2010년 제18회 대한민국문화연예대상 탤런트부문 여자 우수상
- 2010년 KBS 연기대상 베스트 커플상(윤시윤과 함께, 제빵왕 김탁구)